# 醒吾科技大学
醒吾科技大学（せいごかぎだいがく、Hsing Wu University）は、台湾新北市に位置する私立学院である。

## 歴史
| 年     | 月日 | 事跡                           |
| ------ | ---- | ------------------------------ |
| 1965年 | -    | 「醒吾商業専科学校」として開校 |
| 2000年 | -    | 「醒吾技術学院」と改称         |

## 組織
- 国際貿易学科
- 企業管理学科
- 財務金融学科
- 会計情報学科
- 販売流通管理学科
- 観光事業学科
- ホテルレストラン学科
- 情報管理学科
- 情報コミュニケーション学科
- 情報テクノロジー学科
- 応用外国語学科
- 教養教育センター

## 主な出身者
- 鄭元暢(台湾の俳優、モデル)－在学中
- 唐禹哲(台湾の俳優、モデル)－在学中
- 阮經天(台湾の俳優)－在学中
- 賀軍翔(台湾の俳優)－在学中